# Sphenomorphus ishaki
Sphenomorphus ishaki este o specie de șopârle din genul Sphenomorphus, familia Scincidae, descrisă de Grismer în anul 2006. Conform Catalogue of Life specia Sphenomorphus ishaki nu are subspecii cunoscute.